# Ґеральт з Рівії
Ґе́ральт з Рі́вії, або Ге́ральт із Ри́вії (пол. Geralt z Rivii) — головний герой циклу «Відьмак», написаного Анджеєм Сапковським.

## Походження
Матір'ю Ґеральта була чародійка, а точніше друїд-цілителька Вісенна, батько — найманець Корін. Вісенна віддала сина на виховання відьмаку Весеміру з напівзруйнованої фортеці Каер Морхен, де Ґеральтові належало стати відьмаком.

## Ім'я
Персонажа звуть «Ґеральт з Рівії». Ім'я Ґеральтові дала мати, однак сам він більшу частину життя вважав, що отримав своє ім'я від наставника — відьмака Весеміра. Прагнучи знайти хоча б ілюзорну точку свого застосування, Ґеральт не тільки назвався вихідцем з Рівії, але також навчився наслідувати рівійський акцент, хоча насправді ніякого стосунку до зазначеного королівства не мав («Витягав прутики, помічені різними звучними назвами»). Та й люди більш охоче довіряють Ґеральтові з Рівії, а не дивному приходькові без батьківщини. Справжній же лицарський титул — Ґеральт Рівійський — наданий Ґеральтові королевою Лірії Мевою набагато пізніше, за «Битву коло моста».
У розмові з трубадуром Любистоком Ґеральт одного разу згадав багаточленне ім'я. Однак навряд чи воно було справжнім, скоріше, придуманим у дитинстві, з того ж бажання мати ім'я, за яким можна судити або про суспільний статус, або про місце проживання.

Мені той метод запропонував мій відьмацький прецептор. Не відразу. Тільки коли я уперся взяти ім’я Ґеральт Роджер Ерік дю Хаут-Беллегар. Весемір вважав те смішним, претензійним і кретинським.
Оригінальний текст (пол.)
Zasugerował mi tę metodę mój wiedźmińaki preceptor. Nie od razu. Dopiero wówczas, gdy uparłem się przybrać nazwisko Geralt Roger Eryk du Haute-Bellegarcie. Vesemir uznał to za śmieszne, pretensjonalne i kretyńskie.
— Хрещення вогнем, глава 7
Старші Народи називають Ґеральта ім'ям «Gwynbleidd», що в перекладі зі Старшої мови означає «Білий Вовк». У Брокілоні Ґеральт відомий як Vatt'ghern. Люди, що зустрічають Ґеральта на вулиці, кличуть його просто «Чаклуном» або «Біловолосий» через специфічний колір волосся.
У деяких місцях Ґеральт відомий також під прізвиськом «М'ясник із Блавікена», цей псевдонім пристав до нього після відомих подій у містечку Блавікен, де відьмак змушений був зробити черговий непростий вибір між меншим та більшим злом. Третього варіанту Ґеральтові того разу не залишили, тож йому довелося вирізати групу найманих убивць, щоб ті, своєю чергою, не влаштували населенню міста криваву баню. Як завжди, суспільство навіть не спробувало вдатися в суть ситуації, віддавши перевагу квапливому звинуваченню відьмака в кровожерливості, внаслідок чого в Ґеральта з'явилося нове «криваве» прізвисько.

## Оцінки
Ґеральт був охарактеризований як «неоліберальний, антиполітичний» — дух польської популярної культури 1990-х. Він професіонал, який виконує свої обов'язки й не бажає брати участь у «дрібній метушні» сучасної політики.
Ґеральта також порівнювали з популярним героєм Реймонда Чандлера, детективом Філіпом Марлоу.